# Seznam beloruskih kardinalov
Seznam beloruskih kardinalov.

## S
- Kazimierz Świątek (1914-2011); od 1994 (član poljske manjšine)